# Mönchstraße 41 (Stralsund)
Das Gebäude Mönchstraße 41 in Stralsund ist ein denkmalgeschütztes Bauwerk in der Mönchstraße.

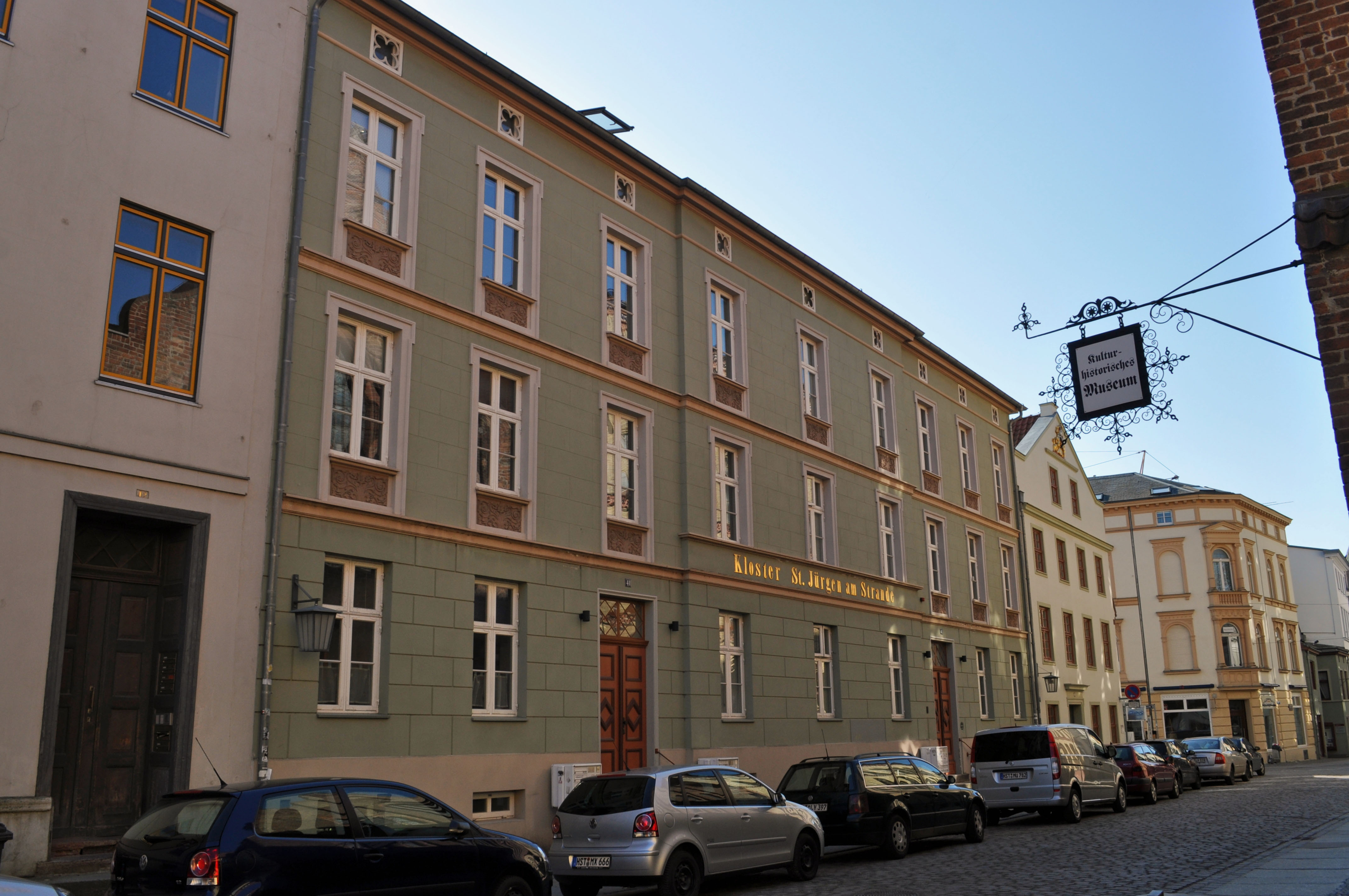
Haus Mönchstraße 41 in Stralsund (2012)

Der dreigeschossige, neunachsige Putzbau wurde 1753/1754 errichtet. Er diente zunächst als Wohnort hilfsbedürftiger Menschen. Der Name Kloster St. Jürgen am Strande stammt vom Vorgängerbau, dem außerhalb der Stadtmauern, am Strelasund gelegenen Hospital für Menschen mit ansteckenden Krankheiten. In Vorbereitung auf die Belagerung von Stralsund durch kaiserliche Truppen während des Dreißigjährigen Krieges ließ die Stadt das Hospital mit der zugehörigen Kirche 1626/1627 abbrechen. Die Einrichtung zog 1632 an einen neuen Standort in der Mönchstraße um.
Seit einer Umgestaltung um das Jahr 1830 hat das Haus seine spätklassizistisch gestaltete Fassade, die durch Putznutung, Gurtgesimse und Stuckornamente gegliedert ist. Seit einer Sanierung 1998/1999 dient das Gebäude als Studentenwohnheim. Zwei Nebengebäude auf dem Hof stammen aus der zweiten Hälfte des 18. Jahrhunderts.
Das Haus im Kerngebiet des von der UNESCO als Weltkulturerbe anerkannten Stadtgebietes des Kulturgutes „Historische Altstädte Stralsund und Wismar“ ist in die Liste der Baudenkmale in Stralsund eingetragen.